# Namira Salim
Namira Salim (ourdou : نمیرا سلیم), née à Karachi, est une exploratrice et artiste pakistanaise basée à Monaco et Dubaï, aux Émirats arabes unis,,. Sur recommandation du gouvernement pakistanais, elle est nommée en 2011 consul honoraire du Pakistan à Monaco, à la suite de ses efforts pour établir des relations diplomatiques entre les deux pays. Elle est la première Pakistanaise à avoir atteint à la fois le pôle Nord et le pôle Sud. Salim est la seule pakistanaise parmi les 100 premiers aspirants touristes de l'espace à acheter un billet pour l'avion spatial de Virgin Galactic. Elle effectue son vol le 6 octobre 2023.

## Pôles
Namira Salim est la première Pakistanaise à avoir atteint respectivement le pôle Nord en avril 2007 et le pôle Sud en janvier 2008. Elle est également la première femme provenant de Monaco et de Dubaï (EAU), ses pays d'adoption, à avoir atteint les deux pôles,,. Aux deux pôles, elle a hissé les drapeaux nationaux du Pakistan, des Émirats arabes unis, de Monaco et un drapeau de la paix.
En 2008, Salim a participé à l’événement de parachutisme "First Everest Skydive 2008". Elle est la première Asiatique à sauter en parachute (en tandem) au-dessus du mont Everest d'une altitude de 29 500 pieds, dépassant l'altitude du mont Everest à 29 480 pieds et atterrissant à l'aéroport de Syangboche, la plus haute zone de saut du monde, située à 12 350 pieds, à environ soit 19,3 km du mont Everest, que Salim appelle le "troisième pôle",,.

## Tourisme spatial
En 2006, Salim rejoint le Club des Astronautes Fondateurs de Virgin Galactic composé des 100 premiers futurs touristes spatiaux aspirant à faire un vol spatial suborbital sur le vaisseau spatial commercial de Virgin Galactic. En octobre 2007, Salim suit la formation en Vols spatiaux suborbitaux organisée par Virgin au cours de deux journées au centre NASTAR (National Aerospace Training and Research), notamment dans la centrifugeuse la plus performante au monde, la STS-400, approuvée par la FAA,,.
En février 2008, elle présente son certificat de formation à l'ancien président du Pakistan Pervez Moucharraf, qui la félicite.
Les vols devaient démarrer dès 2008, ce qui ferait de Salim la première Pakistanaise à voyager dans l'espace. Le 12 janvier 2022 Virgin Galactic a confirmé être en voie de reprendre les vols commerciaux au deuxième trimestre de 2023 et a effectué avec succès son cinquième vol d'essai suborbital le 25 mai 2023, maintenant la société sur la bonne voie pour démarrer ses opérations commerciales en juin 2023. Ainsi, Virgin Galactic a lancé son premier vol commercial aux portes de l'espace avec un équipage de six astronautes le 29 juin,. Dans le cadre des préparatifs du lancement, les Astronautes Fondateurs, dont Salim, ont fait l’essayage de leurs combinaisons spatiales conçues sur mesure par Under Armour. Plus de 600 personnes ont acheté des places pour de futurs vols spatiaux suborbitaux, réservées à un prix se situant entre 200 000 $ et 250 000 $ chacune, et pour une durée d'environ cinq minutes en apesanteur. La société promeut ses 100 premiers détenteurs de billets, dont Salim, comme "Astronautes Fondateurs". Les médias appellent souvent Salim « la première astronaute pakistanaise », selon l’appellation que le gouvernement du Pakistan lui a donnée dans un communiqué de presse officiel en août 2006 en vue de son potentiel vol spatial avec Virgin Galactic,.
Elle s'est finalement envolée lors de la mission Galactic 04 (en) de Virgin Galactic le 6 octobre 2023.

## Space Trust
Namira Salim est la fondatrice de Space Trust, une initiative à but non lucratif qui promeut l'espace comme étant la nouvelle frontière pour la paix. Son inauguration, sous la forme d’une exposition interactive et une conférence, s'est tenue en présence du Prince Albert II le 29 novembre 2015,. Pour cet événement Namira a obtenu des partenariats officiels avec l’agence spatiale russe Roscosmos, avec l’Agence spatiale du Pakistan SUPARCO et d’autres établissements de premier plan affiliés au gouvernement princier. Trois cosmonautes ont transmis un message vidéo depuis la Station spatiale internationale lors de la conférence. La pièce phare de l'exposition interactive comprenant sept applications personnalisées était un globe "Bille noire" haut de 3,5 mètres représentant la dernière vue nocturne de la Terre depuis l'espace, acquise par le satellite Suomi NPP au cours de neuf jours en avril 2012 et treize jours en octobre 2012, sur 312 orbites.
Le 10 février 2023, le Bureau des affaires spatiales des Nations unies (UNOOSA) et Avio S.p.A. ont annoncé un consortium, dirigé par l'Université de Nairobi, Kenya, aux côtés de l'Université de l'Arizona aux États-Unis d'Amérique et de Space Trust, comme premier lauréat du programme "Accessing Space for All" (Accès à l’Espace pour Tous) avec Vega-C. L'équipe prévoit de lancer un satellite CubeSat 3U à l'aide de la fusée Vega-C.

## Diplomate honoraire
Namira Salim est résidente de la principauté de Monaco depuis 1997. Elle est titulaire d'une maîtrise en affaires internationales de l'université Columbia et ses efforts personnels conduisent à l'accréditation diplomatique entre le Pakistan et Monaco en février 2009. L'ordonnance souveraine d'Albert II, prince de Monaco, en date du 1er août 2011 autorise Salim à exercer ses fonctions de premier consul honoraire du Pakistan auprès de la principauté de Monaco,.
À l'occasion de l'inauguration du premier consulat honoraire du Pakistan en mars 2012, Salim organise un cocktail au musée océanographique de Monaco, en présence du prince, de personnalités gouvernementales et d'un représentant de Shafkat Saeed, ambassadeur du Pakistan à Monaco. Avant d'être nommée consul honoraire, elle mobilise des fonds pour le Pakistan à la suite du tremblement de terre de 2005 et aux inondations dévastatrices de 2010. Ses efforts permettent de récolter environ 0,5 million de dollars américains via le gouvernement de Monaco dans le cadre des catastrophes humanitaires auxquelles le Pakistan est confronté et des efforts de reconstruction ultérieurs. En 2007, elle est ambassadrice honoraire du tourisme pour le Pakistan, nommée par le ministère du Tourisme.

## Œuvres créatives
En mai 2002, Salim monte une exposition en solitaire d'objets en pierres précieuses, intitulée Peace Making with Nation Souls, qui s’est tenue comme événement officiel de soutien à la Session extraordinaire pour les Enfants lors de l'Assemblée générale des Nations unies. En octobre 2000, elle expose en solitaire au conseil exécutif de l'UNESCO sous le thème Peace & Soul. En septembre 2000, Namira monte une exposition en solitaire "Purely A Soul Affair" et,en mai 2011, pour inspirer la jeunesse, elle lance son documentaire "Beyond the Poles" sous le patronage de Sheikh Ahmed bin Saeed Al Maktoum, Président de l’Emirates Airline & Group, à Dubaï,,. Le film documente son voyage aux pôles, son voyage lié à son saut en parachute et ses activités avec Branson et Virgin Galactic depuis 2006. Les premières projections ont lieu à l'Airforce Academy de Risalpur, Pakistan, en mai 2011 et lors de la Journée de l'OCI à l'UNESCO en France en septembre 2011.
Salim a conçu une collection de bijoux astronomiquement exacts, sous la marque Namira Monaco, Jewels from Space. Une édition spéciale de sa collection est offerte dans les pochettes cadeaux Tout le Monde Gagne remises aux nommés aux Oscars dans les principales catégories d'acteurs et de réalisateurs lors de la 89e cérémonie des Oscars en 2017. Une édition spéciale de sa collection est également offerte dans les pochettes cadeaux officielles des Grammys lors de la 59ème cérémonie annuelle des Grammy Awards.

## Musique
Le 31 mai 2020, le premier single solo de Salim, "Follow Me To The Moon", est diffusé par Spinnup, service mondial de distribution de musique numérique appartenant à Universal Music Group,.

## Distinctions
Le 23 mars 2011, Asif Ali Zardari, président du Pakistan, décerne à Salim la Tamgha-e-Imtiaz (médaille d'excellence) pour ses réalisations dans le domaine du sport, y compris ses expéditions aux pôles nord et sud et son saut en parachute au-dessus de l'Everest. Elle est récompensée par le Power 100 Trailblazer Award du Pakistan Power 100 à Londres en septembre 2013 pour ses efforts pour promouvoir la paix et l'harmonie internationales, et est placée sur leur liste "Women Power 100". Salim est récompensée le Femina Middle East Women Award en 2016 pour son " engagement indéfectible dans l'exploration spatiale."